# Соколята (заказник)
Соколя́та — ландшафтний заказник місцевого значення в Україні. Об'єкт природно-заповідного фонду Харківської області. 
Розташований на території Вовчанського району Харківської області, на південний схід від села Молодова. 
Площа — 501 га. Статус присвоєно згідно з рішенням облвиконкому від 07.02.1992 року № 35. Перебуває у віданні ДП «Вовчанське лісове господарство» (Хотімлянське л-во, кв. 1—15; Старосалтівське л-во, кв. 73, 74, 79). 
Статус присвоєно для збереження частини лісового масиву на правому березі Печенізького водосховища (річка Сіверський Донець). На мальовничих крутосхилах балок і берега водосховища зростають цінні дубові насадження; у домішку — верба, тополя.